# Liste der Kulturgüter in Mühleberg
Die Liste der Kulturgüter in Mühleberg enthält alle Objekte in der Gemeinde Mühleberg im Kanton Bern, die gemäss der Haager Konvention zum Schutz von Kulturgut bei bewaffneten Konflikten, dem Bundesgesetz vom 20. Juni 2014 über den Schutz der Kulturgüter bei bewaffneten Konflikten sowie der Verordnung vom 29. Oktober 2014 über den Schutz der Kulturgüter bei bewaffneten Konflikten unter Schutz stehen.
Objekte der Kategorien A und B sind vollständig in der Liste enthalten, Objekte der Kategorie C fehlen zurzeit (Stand: 22. März 2024). Unter übrige Baudenkmäler sind geschützte Objekte zu finden, die im Bauinventar des Kantons Bern als «schützenswert» verzeichnet sind.

## Kulturgüter
| Foto |                                                                                        | Objekt                                             | Kat. | Typ | Standort                                     | Beschreibung |
| ---- | -------------------------------------------------------------------------------------- | -------------------------------------------------- | ---- | --- | -------------------------------------------- | --- |
| ja   | Datei hochladen · Wikidata zu Eisenbahn-Viadukt BN über die Saane (Q19362586)          | Eisenbahn-Viadukt BN über die Saane KGS-Nr.: 01081 | A    | G   | Gümmenenau N.N. 585135 / 198290              | Auf der 1901 erbauten Pfeilerbogenbrücke überquert die Bahnstrecke Bern–Neuenburg die Saane. Sie besteht aus einem langen, geschwungenen Erddamm nach der Station Gümmenen, einem Natursteinviadukt aus Pfeilern und 27 tonnengewölbten Bögen sowie einem integrierten Eisenfachwerkträger von 63 m Länge über dem eigentlichen Flussbett. Die Länge des beeindruckenden Kunstbaus beträgt 400 m, die mittlere Höhe über dem Talboden 31,5 m. Das Objekt liegt hälftig auf dem Gemeindegebiet von Mühleberg und dem von Ferenbalm (KGS-Nr. 10460). |
| ja   | Datei hochladen · Wikidata zu Gümmenen, gedeckte Holzbrücke über die Saane (Q29673531) | Gedeckte Holzbrücke über die Saane KGS-Nr.: 01082  | B    | G   | Gümmenen, Murtenstrasse (76) 585145 / 199270 | Von 1554 bis 1548 erbaute und von 1732 bis 1739 erneuerte gedeckte Holzbrücke über die Saane. Eines der wichtigsten Beispiele einer spätgotischen Sprengwerk-Konstruktion, bedeutender Bestandteil der Strassenverbindung zwischen Bern und Murten. Vom älteren Bauwerk ist ein Pfeier erhalten geblieben. Das Objekt liegt hälftig auf dem Gemeindegebiet von Mühleberg und dem von Ferenbalm (KGS-Nr. 982). |
| ja   | Datei hochladen · Wikidata zu Reformierte Kirche und Pfarrhaus (Q29673545)             | Reformierte Kirche und Pfarrhaus KGS-Nr.: 01084    | B    | G   | Buchstrasse 3, 5 586529 / 200311             | Bis ins 11./12. Jahrhundert zurüchreichendes und 1523/24 neu erbautes Kirchengebäude. Der Turm ist romanisch, Türen und Fenster des Kirchenschiffs sind spätklassizistisch und neugotisch. Der dreiseitige Chor besitzt lanzettförmige Masswerkfenster. Nebenan steht das 1626 erbaute Pfarrhaus, ein stattlicher Putzbau unter Viertelwalmdach mit Befensterung, Hausteinecken und Fachwerk-Dachgeschoss. |

## Übrige Baudenkmäler
Hinweis: Anstelle der KGS-Nummer wird als Objekt-Identifikator (ID) die Grundstücksnummer verwendet.
| ID   | Foto |                 | Objekt                                                | Typ | Standort                              | Beschreibung |
| ---- | ---- | --------------- | ----------------------------------------------------- | --- | ------------------------------------- | --- |
| 5    | ja   | Datei hochladen | Ofenhaus (17. Jh.)                                    | G   | Buchstrasse 3a 586557 / 200337        | |
| 50   | ja   | Datei hochladen | Bauernhaus (1703)                                     | G   | Stockernweg 2 587121 / 199899         | |
| 108  | ja   | Datei hochladen | Sekundarschulhaus (1935)                              | G   | Buchstrasse 32 587182 / 199590        | |
| 157  | ja   | Datei hochladen | Fussgängerbrücke «Saanesteg Wilerau – Isleren» (1990) | G   | Wilerau/Isleren N.N. 585926 / 203000  | Das Objekt liegt hälftig auf dem Gemeindegebiet von Mühleberg (ID-Nr. 157) und dem von Wileroltigen (ID-Nr. 97). |
| 192  | ja   | Datei hochladen | Wohnhaus (1862)                                       | G   | Murtenstrasse 64 585268 / 199362      | |
| 267  | BW   | Datei hochladen | Stöckli (1848)                                        | G   | Grossmühleberg 213 585943 / 200231    | |
| 387  | ja   | Datei hochladen | Speicher (wohl 16. Jh.)                               | G   | Dorfstrasse 10a 586309 / 198885       | |
| 447  | BW   | Datei hochladen | Mühle (1870)                                          | G   | Schnurrenmühle 128 586989 / 198268    | |
| 595  | BW   | Datei hochladen | Bauernhaus (1865)                                     | G   | Büelweg 3 586105 / 198681             | |
| 595  | ja   | Datei hochladen | Stöckli (1844)                                        | G   | Dorfstrasse 24 586116 / 198623        | |
| 608  | BW   | Datei hochladen | Stöckli (1800)                                        | G   | Dorfweg 10 585355 / 197334            | |
| 608  | BW   | Datei hochladen | Speicher (1668)                                       | G   | Dorfweg 12b 585367 / 197345           | |
| 731  | BW   | Datei hochladen | Ehemaliges Schulhaus (1822)                           | G   | Eggenberg 177 585685 / 198170         | |
| 752  | BW   | Datei hochladen | Bauernhaus (1859)                                     | G   | Dorfweg 3 585295 / 197230             | |
| 752  | BW   | Datei hochladen | Stöckli (1848)                                        | G   | Dorfweg 5 585246 / 197231             | |
| 762  | BW   | Datei hochladen | Stöckli (1. Hälfte 19. Jh.)                           | G   | Dorfweg 14 585411 / 197399            | |
| 838  | ja   | Datei hochladen | Ehemalige Schmiede (um 1800)                          | G   | Postgasse 2 585212 / 199347           | |
| 1013 | ja   | Datei hochladen | Wohnhaus (um 1800)                                    | G   | Murtenstrasse 70 585225 / 199346      | |
| 1079 | BW   | Datei hochladen | Speicher (1757)                                       | G   | Laupenstrasse 27a 586588 / 197152     | |
| 1092 | BW   | Datei hochladen | Ofenhaus (1857)                                       | G   | Flühlenmühle 160a 585649 / 197982     | |
| 1092 | BW   | Datei hochladen | Mühle (1870)                                          | G   | Flühlenmühle 160, 161 585668 / 197962 | |
| 1259 | BW   | Datei hochladen | Speicher (1742)                                       | G   | Haselstauden 191a 585809 / 198538     | |
| 1373 | ja   | Datei hochladen | Mehrfamilienhaus, ehemal mit Bäckerei (19./20. Jh.)   | G   | Murtenstrasse 62 585288 / 199367      | |
| 1498 | BW   | Datei hochladen | Wohnstock (1603)                                      | G   | Hapfernweg 15 586260 / 198917         | |
| 1533 | BW   | Datei hochladen | Stöckli (um 1830)                                     | G   | Dorfweg 7 585290 / 197308             | |
| 1533 | BW   | Datei hochladen | Bauernhaus (Mitte 18. Jh.)                            | G   | Dorfweg 9 585302 / 197347             | |
| 1558 | ja   | Datei hochladen | Bauernhaus (1831)                                     | G   | Buchstrasse 21 587107 / 199815        | |
| 1729 | ja   | Datei hochladen | Ölhaus des Kraftwerks Mühleberg (1917–1920)           | G   | Wehrstrasse 55 588129 / 202113        | |
| 1729 | ja   | Datei hochladen | Schalthaus des Kraftwerks Mühleberg (1917–1920)       | G   | Wehrstrasse 57 588170 / 202094        | |
| 1729 | ja   | Datei hochladen | Maschinenhaus des Kraftwerks Mühleberg (1917–1920)    | G   | Wehrstrasse 59 588210 / 202029        | |
| 1842 | ja   | Datei hochladen | Ehemaliger Gasthof Bären (17. Jh.)                    | G   | Murtenstrasse 66 585245 / 199357      | |
| 1988 | ja   | Datei hochladen | Gasthof zum Schwanen (1679)                           | G   | Alte Bernstrasse 39 587354 / 199466   | |
| 2014 | ja   | Datei hochladen | Althaus (1794)                                        | G   | Dorfstrasse 22 586142 / 198649        | |
| 2235 | ja   | Datei hochladen | Primarschulhaus (1924)                                | G   | Wehrstrasse 19 588190 / 201153        | Heute als Wohnhaus genutzt.                                                                                      |
| 2422 | ja   | Datei hochladen | Autobahnviadukt (1974–76)                             | G   | Marfeldingen N.N. 585411 / 201311     | Das Objekt liegt hälftig auf dem Gemeindegebiet von Mühleberg (ID-Nr. 2422) und dem von Wileroltigen (ID-Nr. 2). |
| 2527 | BW   | Datei hochladen | Speicher (1751)                                       | G   | Salzweid 34b 589783 / 200372          | |
| 2642 | BW   | Datei hochladen | Stöckli mit Ofenhaus (1849)                           | G   | Grossmühleberg 216 585886 / 200219    | |
| 2664 | ja   | Datei hochladen | Stöckli (1838)                                        | G   | Murtenstrasse 15 586511 / 200381      | |
| 2777 | BW   | Datei hochladen | Bauernhaus (1852)                                     | G   | Laupenstrasse 22 586674 / 197189      | |
| 2778 | BW   | Datei hochladen | Stöckli (1852)                                        | G   | Laupenstrasse 25 586627 / 197163      | |
| 2779 | BW   | Datei hochladen | Bauernhaus (um 1850)                                  | G   | Laupenstrasse 23 586661 / 197160      | |
| 2876 | BW   | Datei hochladen | Stöckli (1. Hälfte 18. Jh.)                           | G   | Dorfgasse 4 586616 / 197318           | |